# Dendrobium fuliginosum
Dendrobium fuliginosum là một loài thực vật có hoa trong họ Lan. Loài này được (M.A.Clem. & D.L.Jones) P.F.Hunt mô tả khoa học đầu tiên năm 1998.